# 根道神社
根道神社（ねみちじんじゃ）は、岐阜県関市板取にある神社。旧社格は村社。神社名鑑には記載が無い。近隣にあるモネの池が有名である。

## 祭神
- 根道大神（ねみちおおかみ）

岐阜県神社庁ホームページの記載による。板取村村史には祭神不詳とされており、根道大神については詳細不明である。
- 伊弉冉命（いざなみのみこと）
- 大雷神
- 大山祇神（おおやまずみのかみ）
- 金山比古神（かなやまびこのかみ）

## 歴史
9世紀中頃、白山信仰がさかんになり加賀、越前、美濃の三方に登山口がひらかれる。このため、この地域には白山神社が多数存在した。
1689年 (元禄2年)、『元禄二年正月六日助右衛門奉納の鰐口あり』の記載が、尾張藩の濃陽志略補訂の御用につき、忽庄屋清左衛門は所軒絵図並びに寺社堂銘之絵図提出の中にある。
1756年 (宝暦6年)、同年に執筆された『濃陽志略』には「神明祠、鳴神祠、山神祠、大明神祠、月日神祠、神明祠、金剛童子祠、神明祠、八幡祠以上在白谷」の記載が有る。 1799年8月 (寛政11年) 、尾張藩の濃陽志略補訂の御用につき、忽庄屋清左衛門は所軒絵図並びに寺社堂銘之絵図を作成して提出。白谷地区については、以下の記述がある。
1822年 (文政5年)、同年に完成した『濃州巡行記』には「村中に八幡社、山神社、其他三社」の記載が有る。
1876年（明治9年）、 根道社に改称 (旧称:明神)。江戸時代大明神社、月日神社の祠は隣接して拝殿は共有であり、旧称「明神」とはこの両社の総称であると推定される。
1883年（明治16年）の社寺取り調べ帳時の名称は以下の通りである
- 下根道神社　（大明神社　下根道上）
- 月日神社　（月日神社　下根道上）
- 山神社　（山神社　岩村寺南）
- 白山神社　（山神社　中道下）
- 雷神社　（鳴神社　荒須）
- 八幡社　（八幡社　土場）
- 金山彦神社　（金剛童子社　下根）
- 嶋下神社　（神明社　島下）
- 白山神社　（神明社　ガキガノド）

1906年（明治39年） 合祀の勅令により、神社の多くあった「白谷区」「老洞区」「門出区」「岩本区」「中切区」「田口区」では諸社を合祀することになった。1909年（明治42年）1月、根道神社 (祭神：不詳、伊弉冉命、大雷神、大山祇神、金山比古神) となる。
合祀された神社
- 白山神社（無格社　祭神：白山信仰参照）字中道下夕
- 島下神社（無格社　祭神：不詳）宇島下夕
- 雷神神社（無格社　祭神：大雷神）字荒須
- 白山神社（無格社　祭神：白山信仰参照）字ガキガドノ
- 山神神社（無格社　祭神：大山祇神）字岩村寺南
- 金山彦神社（無格社　祭神：金山比古神）字下根

## 境内
境内は以下の写真のとおり、一般的な神社様式である。本殿の保護のために屋根が後から増築されている。

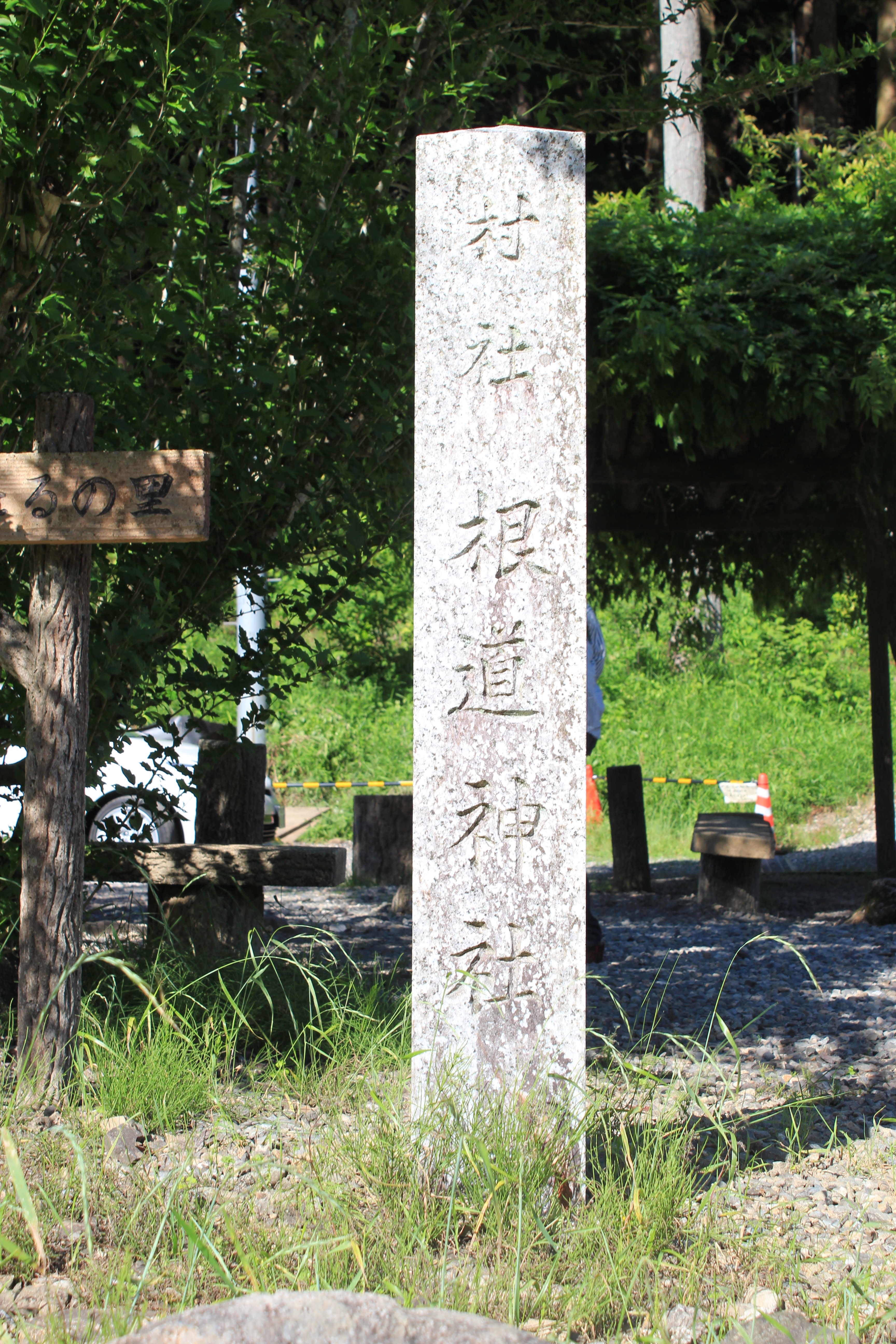
根道神社-石碑正面
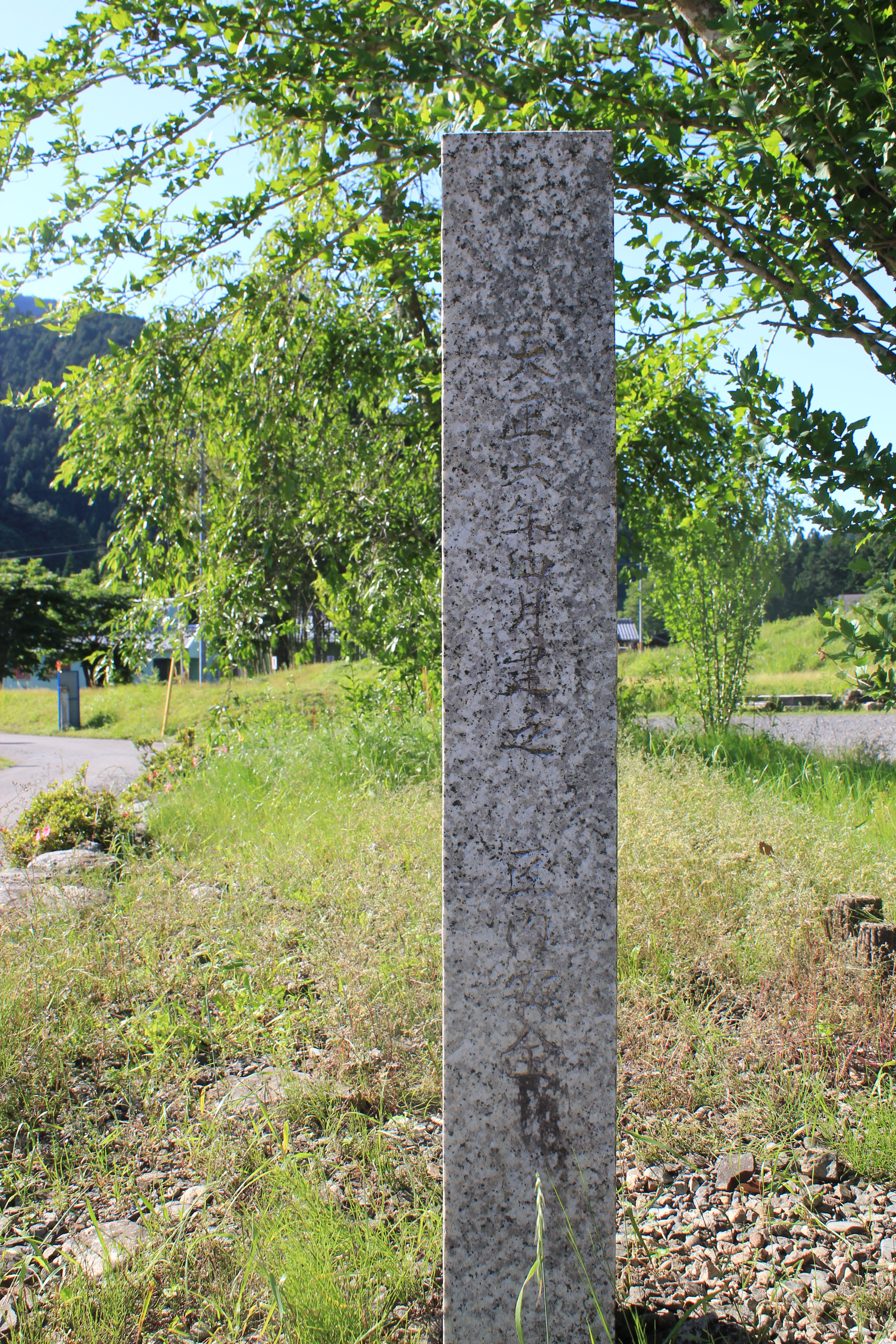
根道神社-石碑横
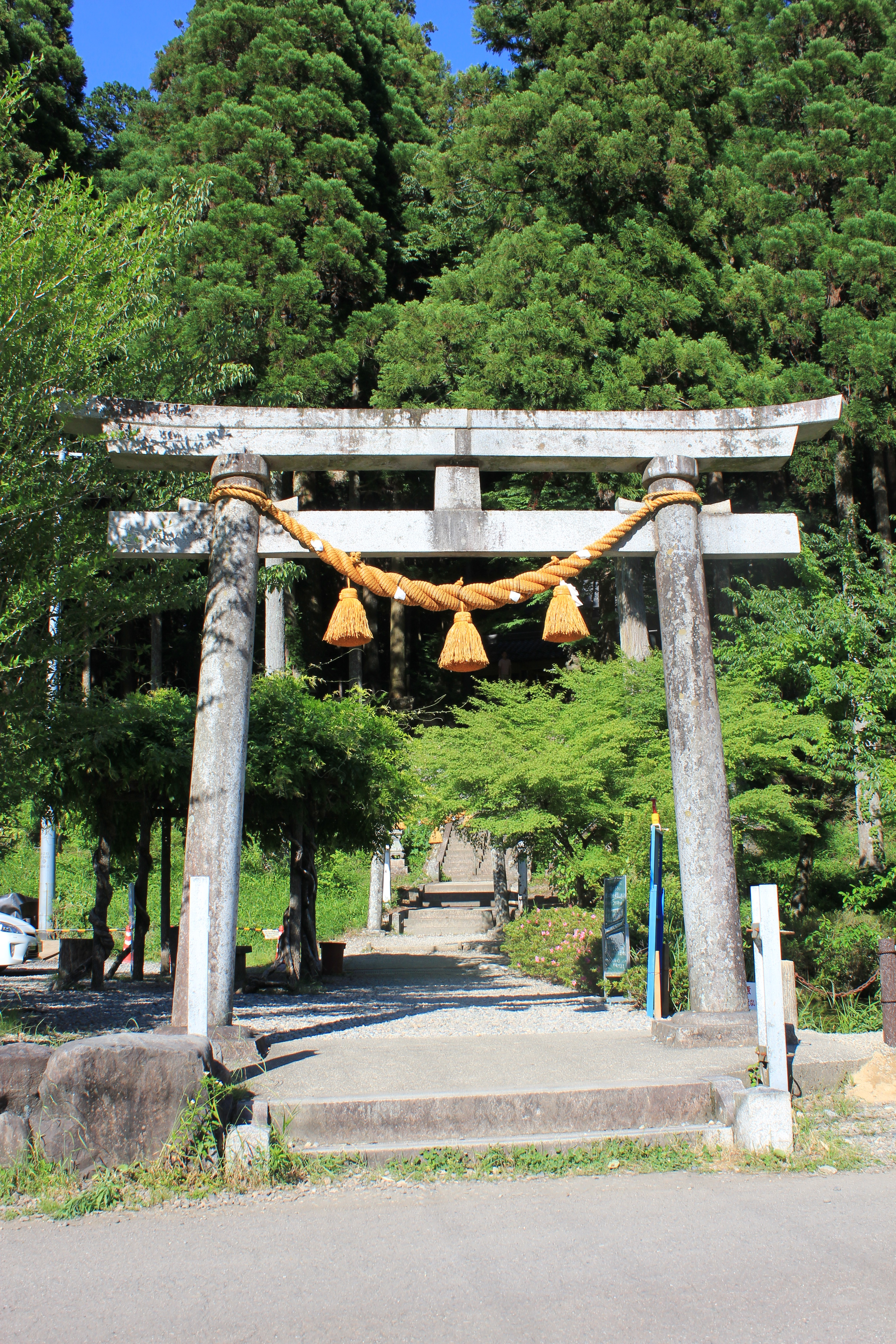
根道神社-鳥居1
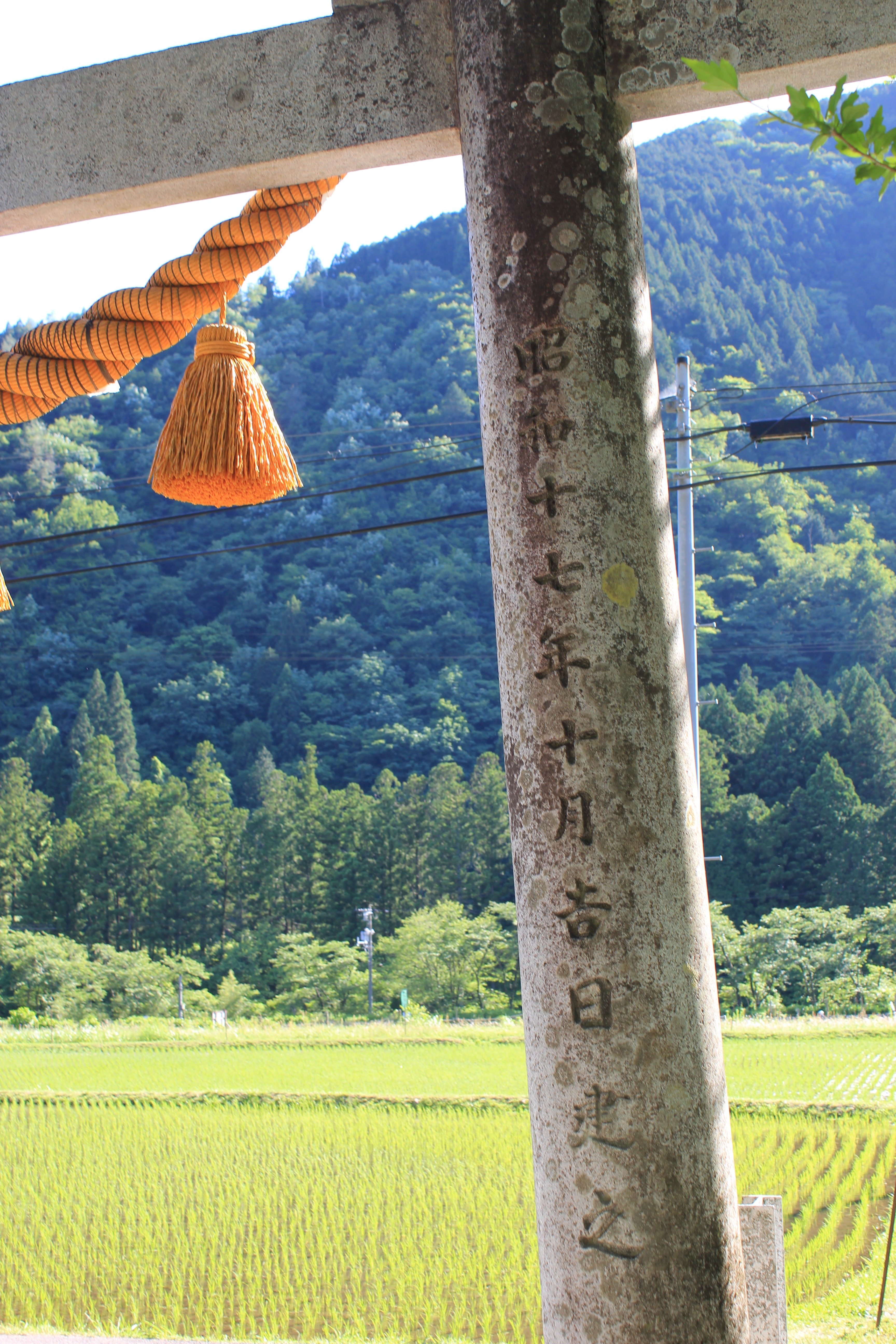
根道神社-鳥居１裏
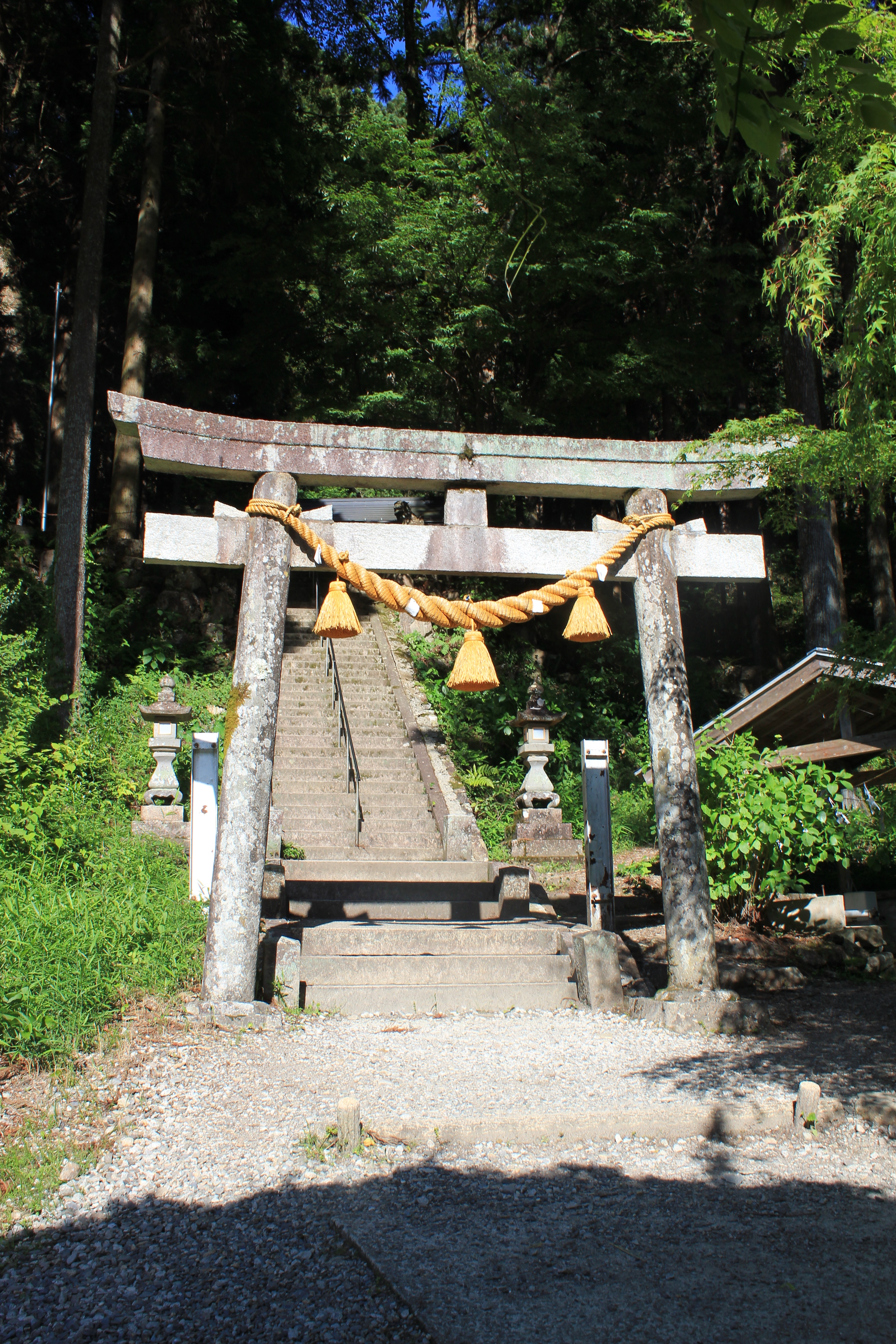
根道神社-鳥居２
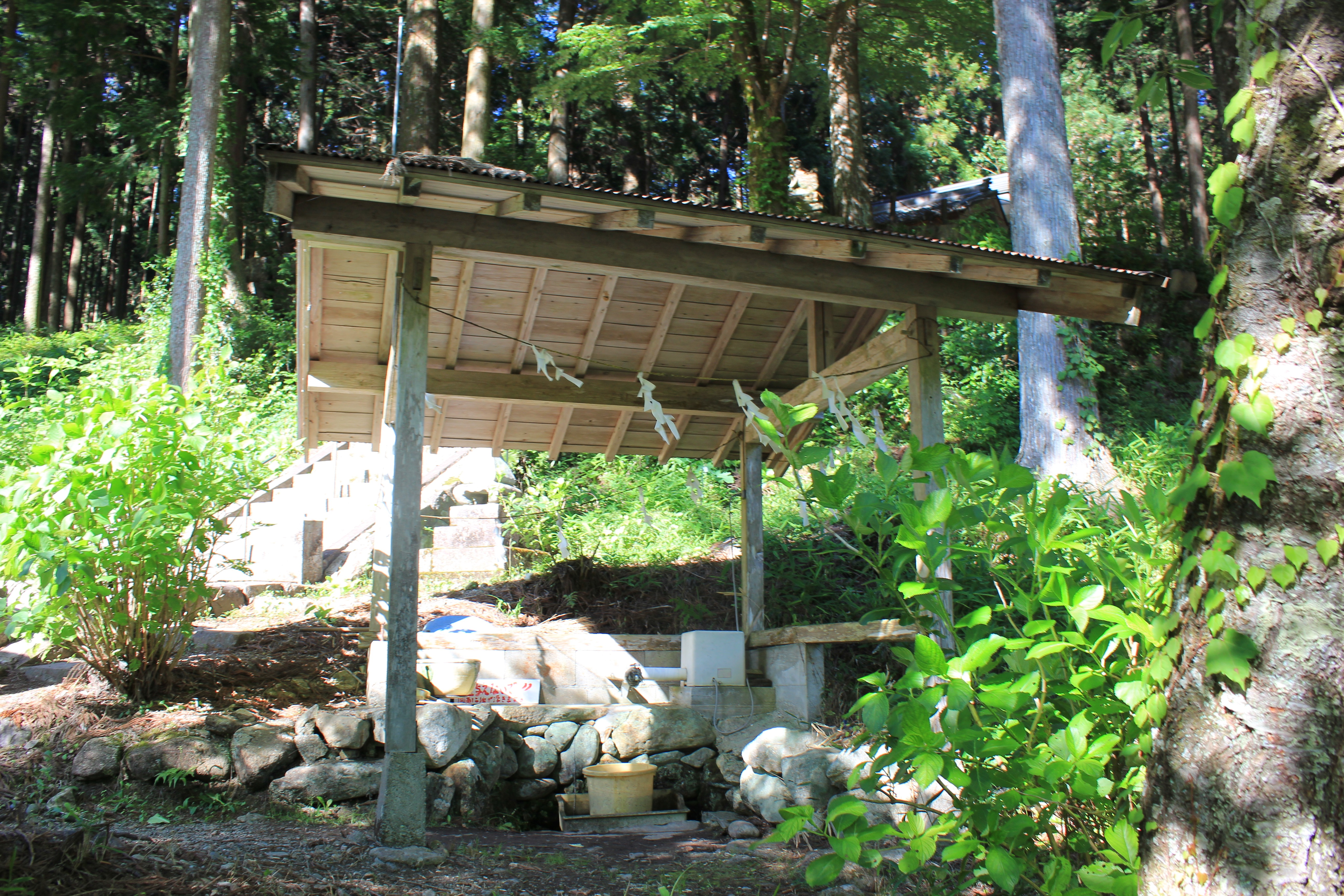
根道神社-手水舎
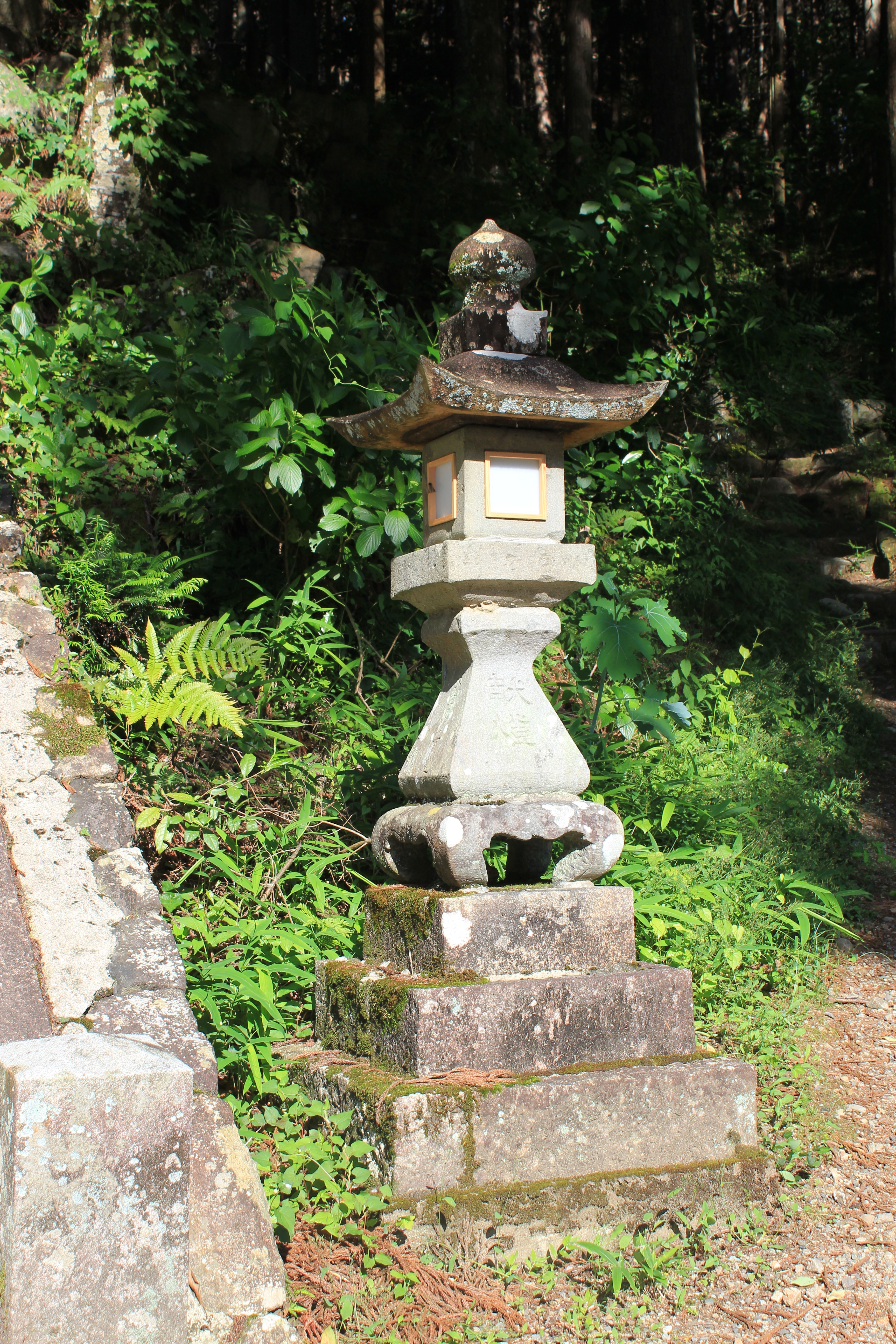
根道神社-灯籠右
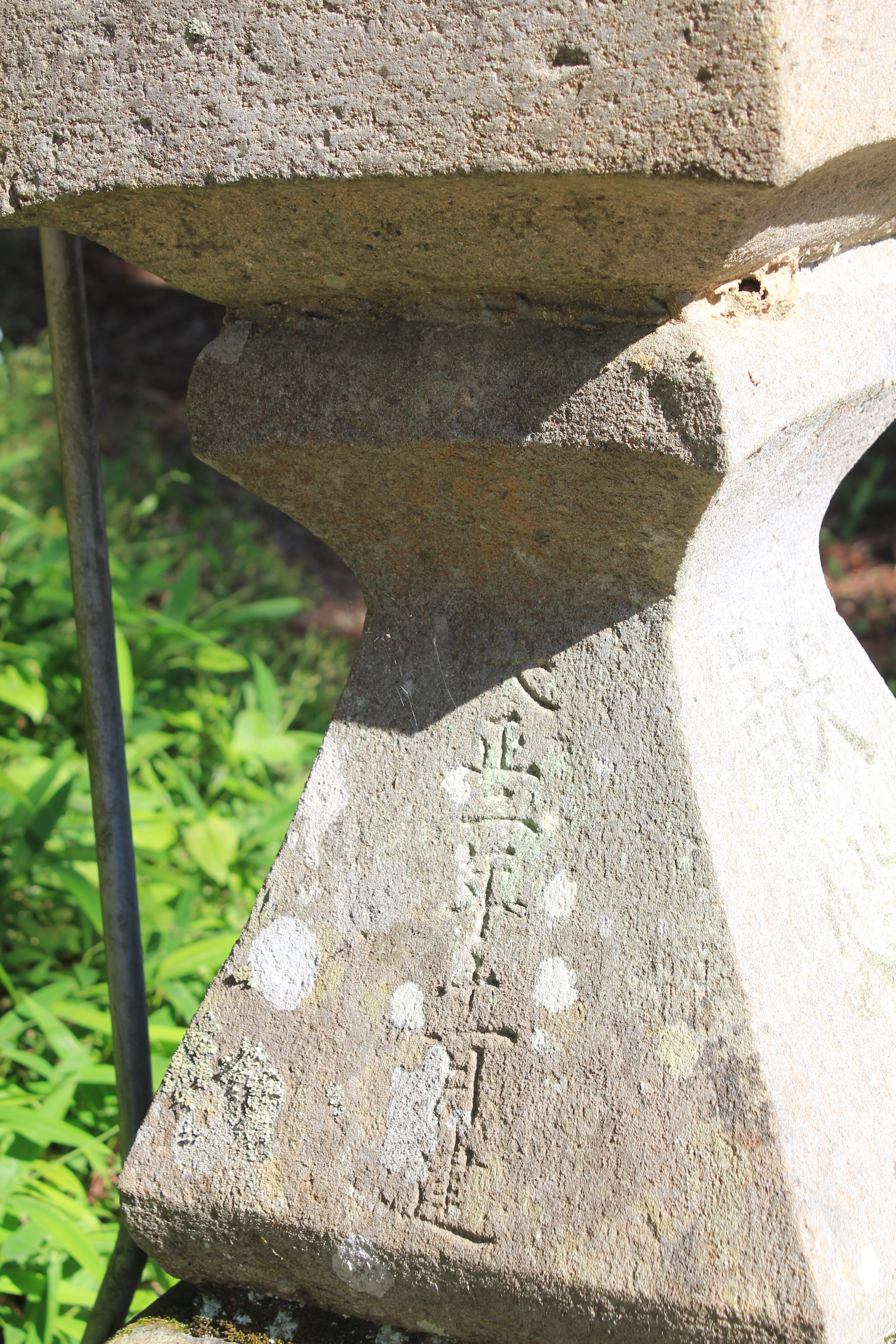
根道神社-灯籠右横
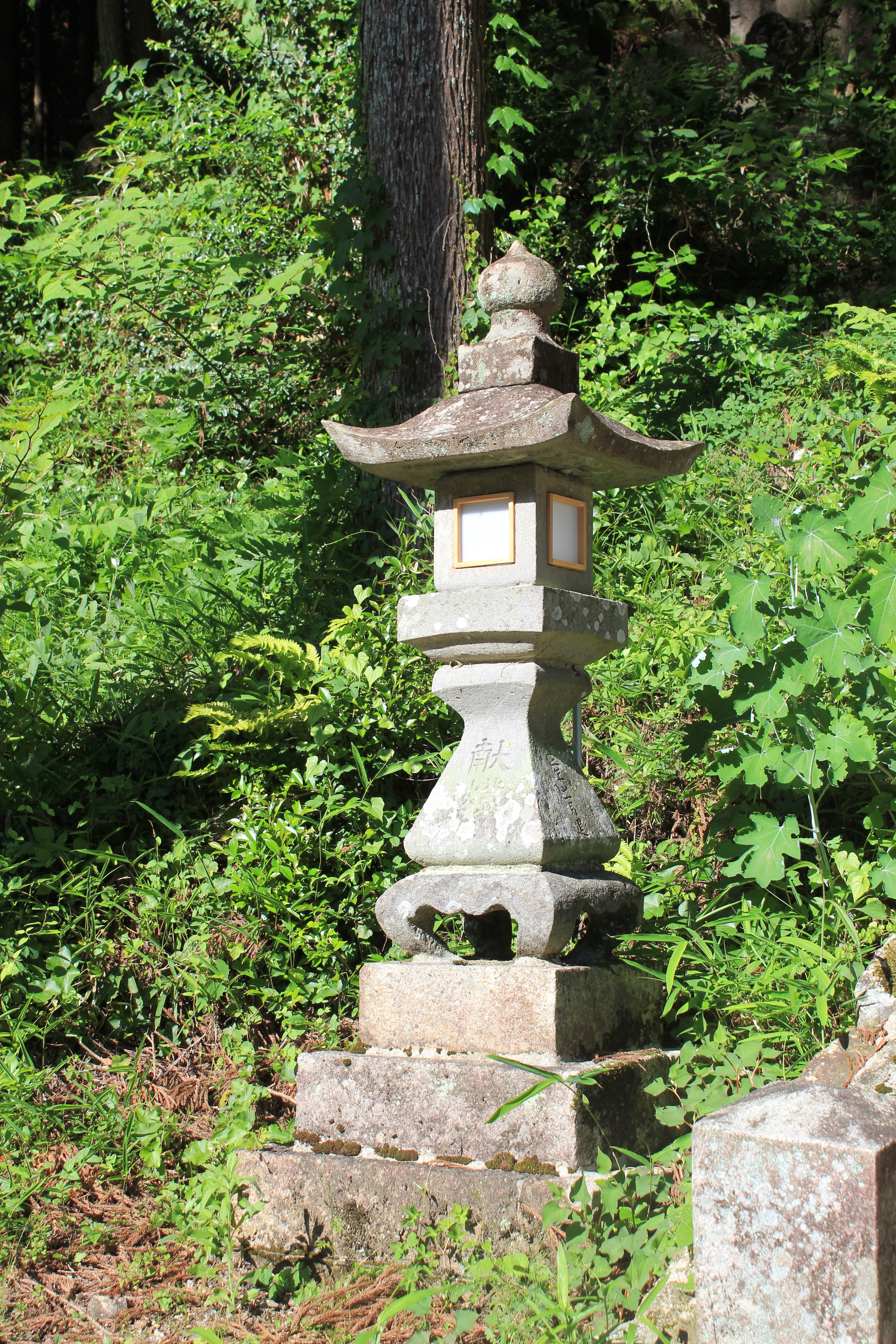
根道神社-灯籠左
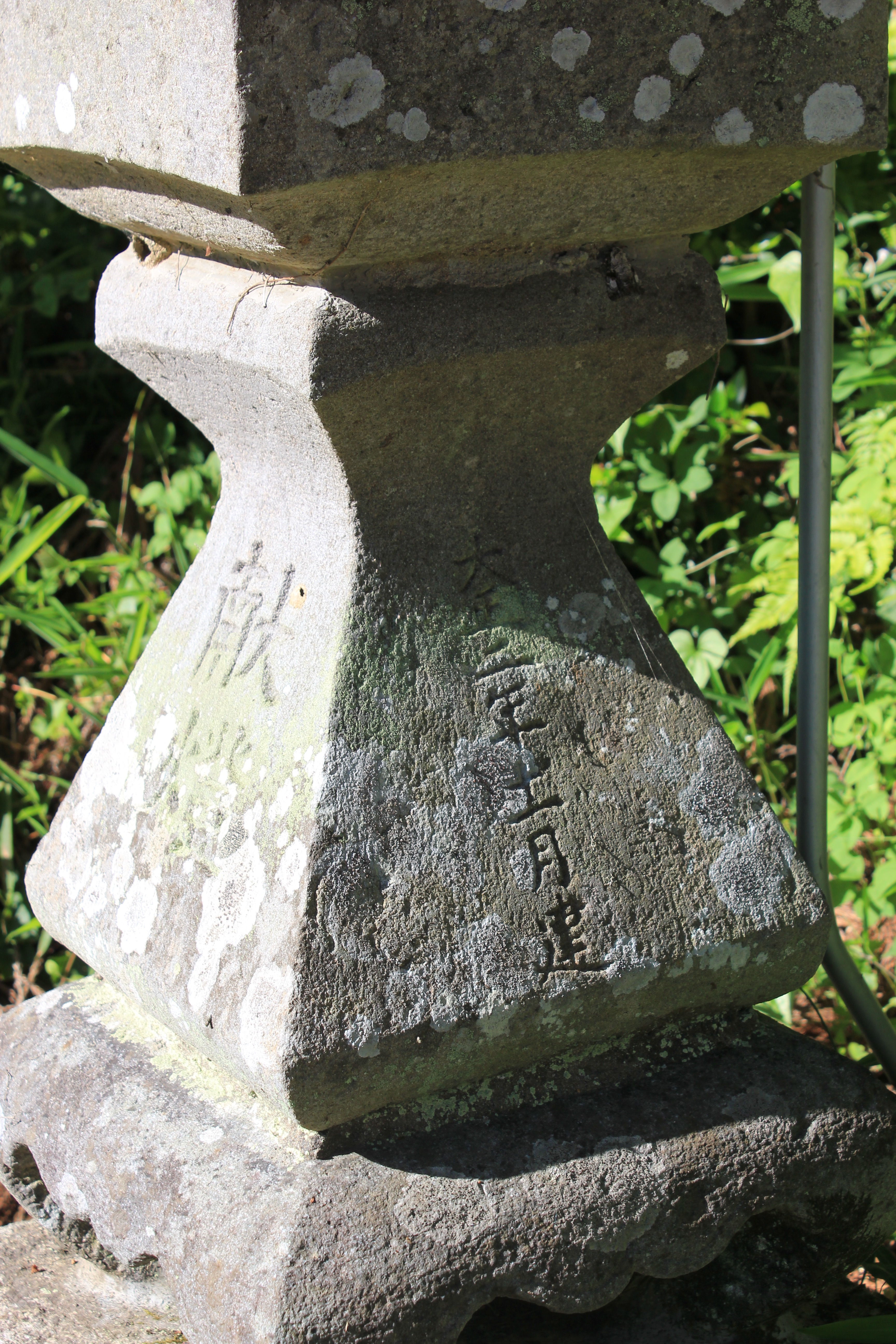
根道神社-灯籠左横
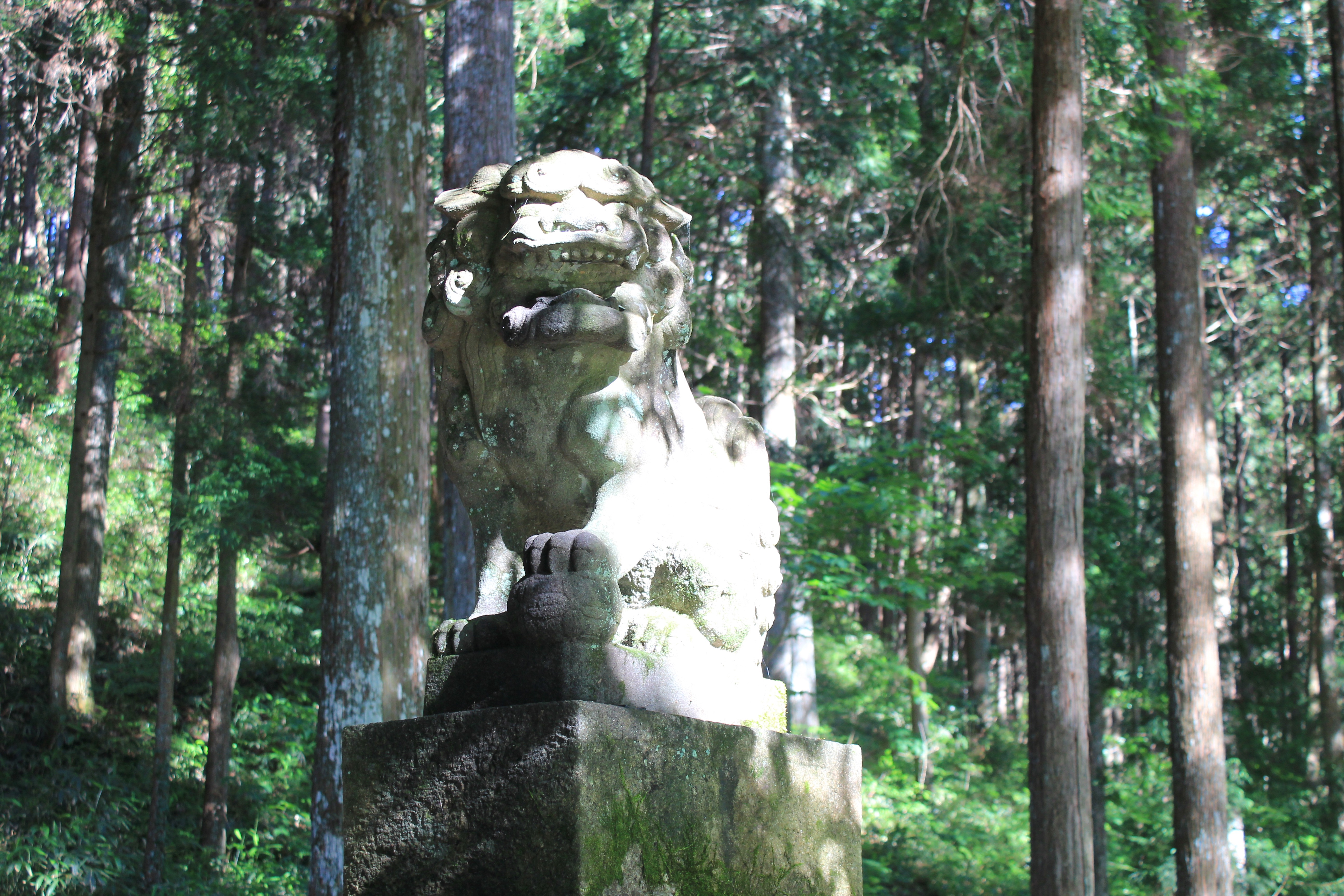
根道神社-狛犬右
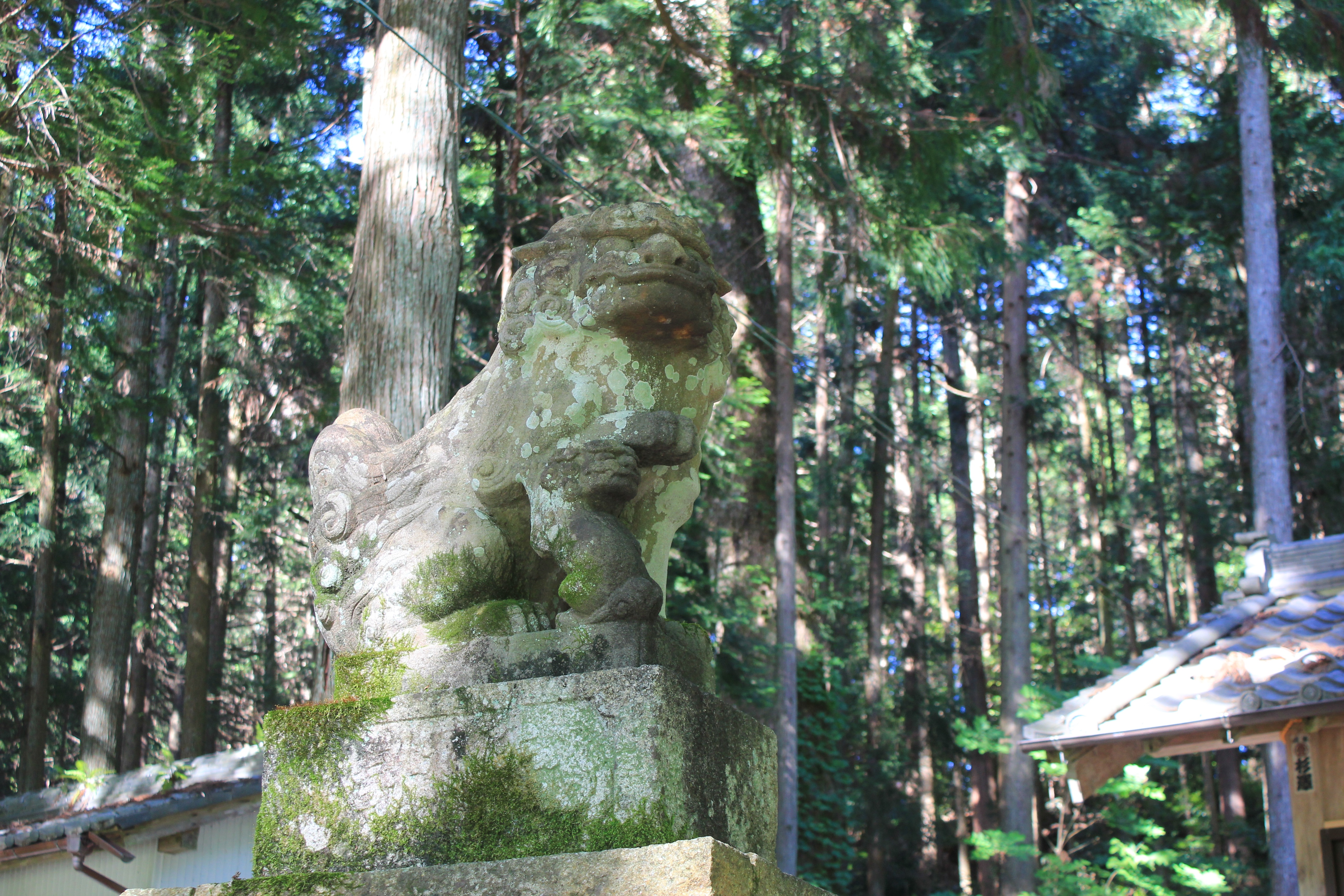
根道神社-狛犬左
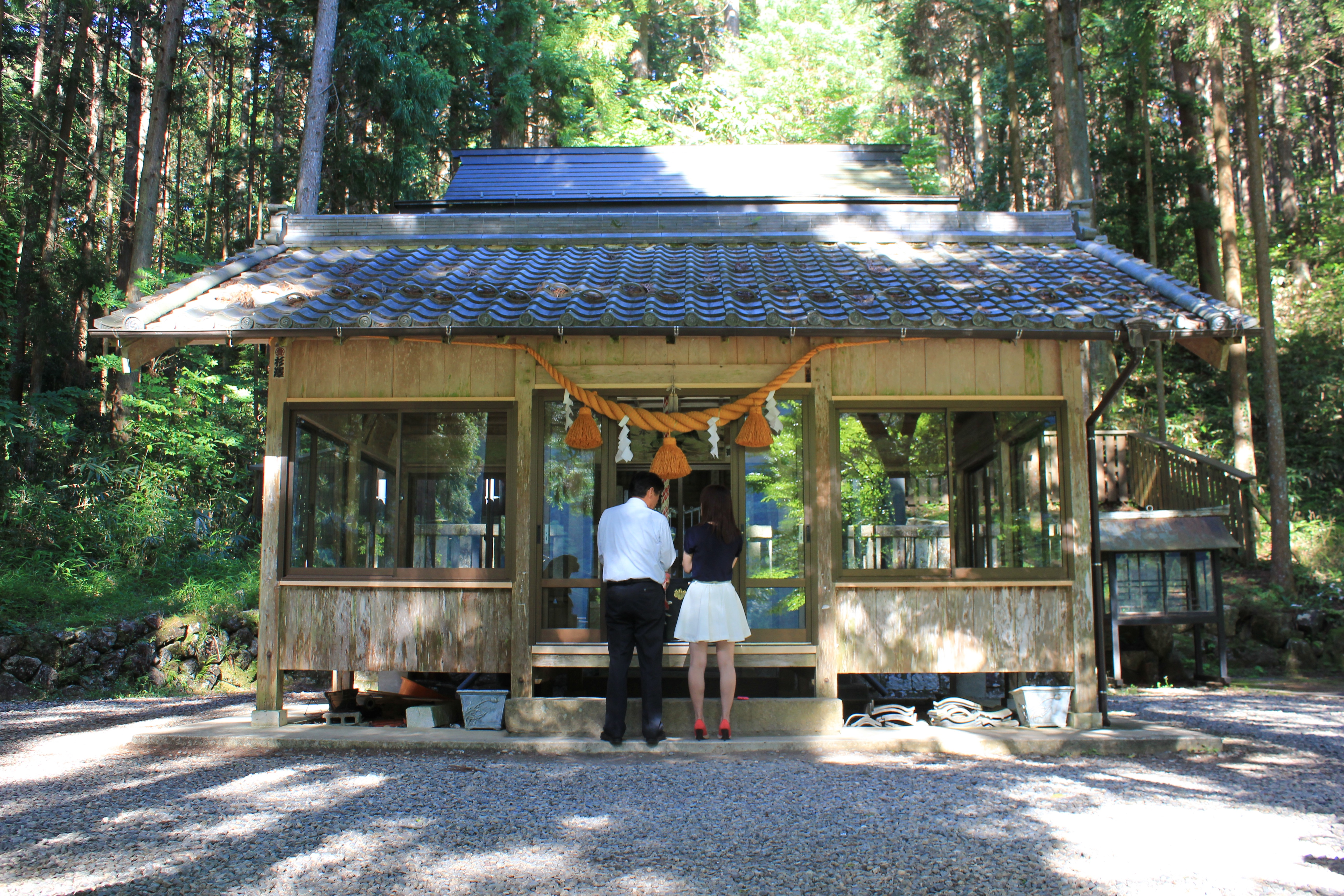
根道神社-拝殿
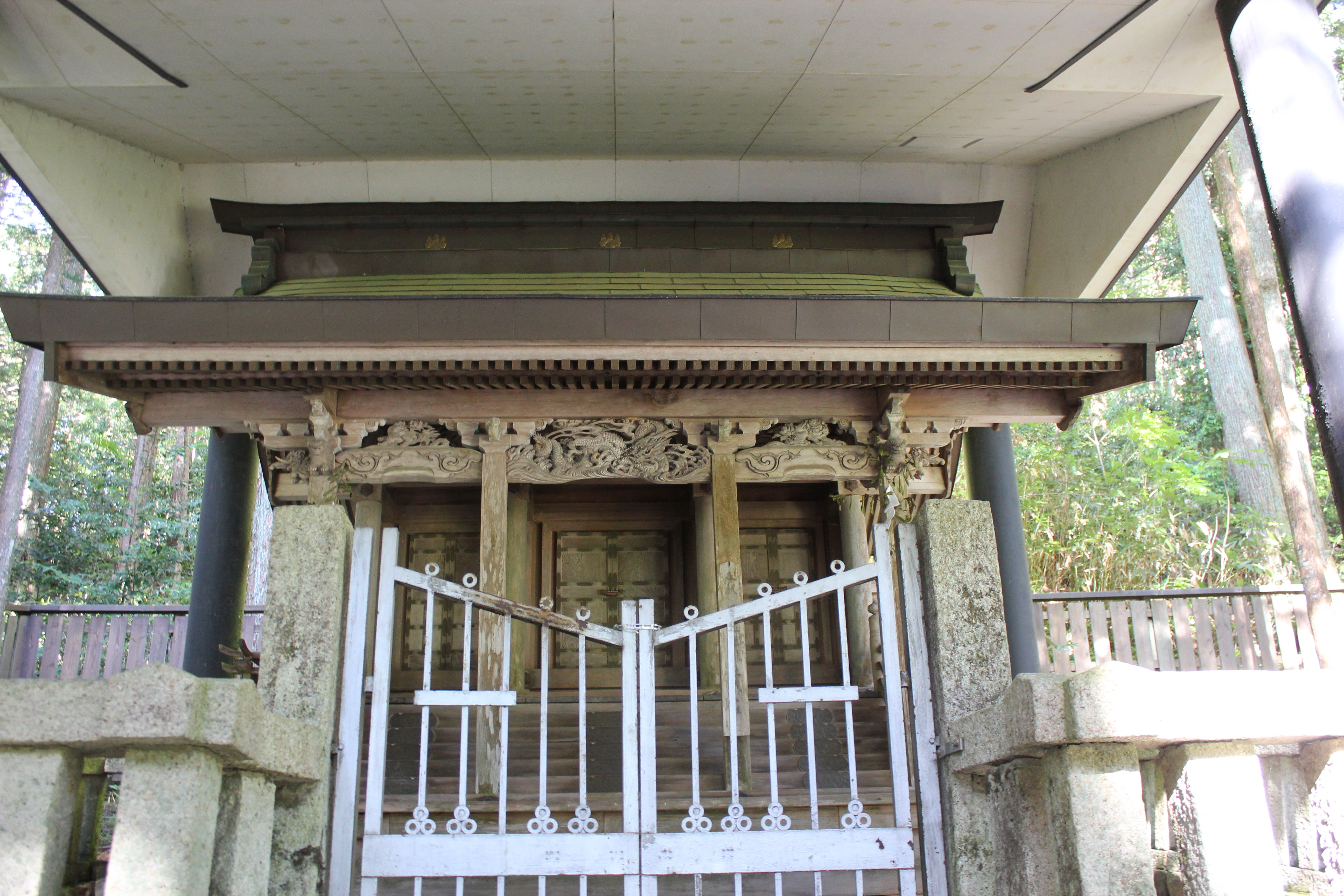
根道神社-本殿

## 祭事
- 春祭り - 4月5日[2]
- 秋祭り - 10月第1日曜日[2]

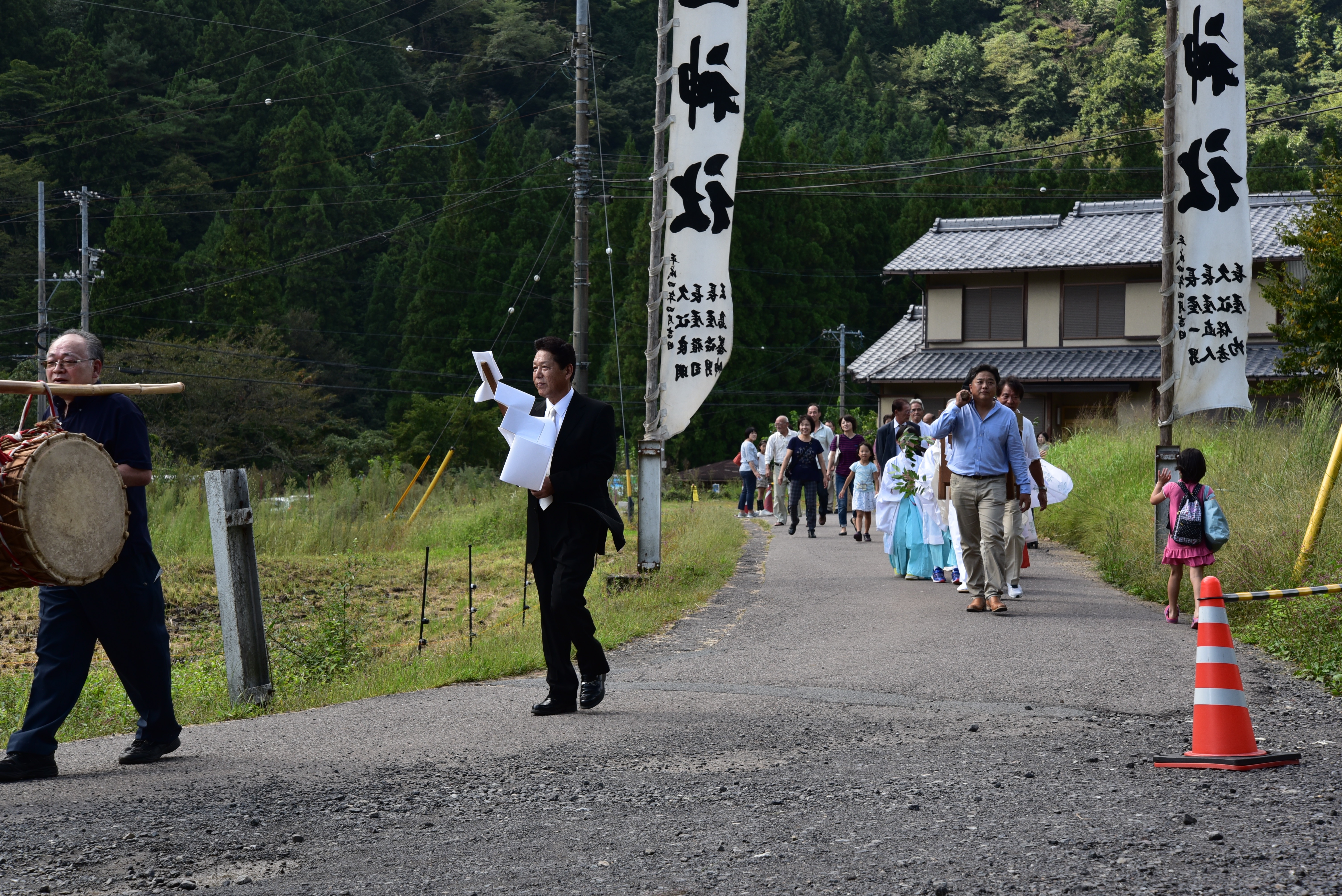
根道神社秋祭
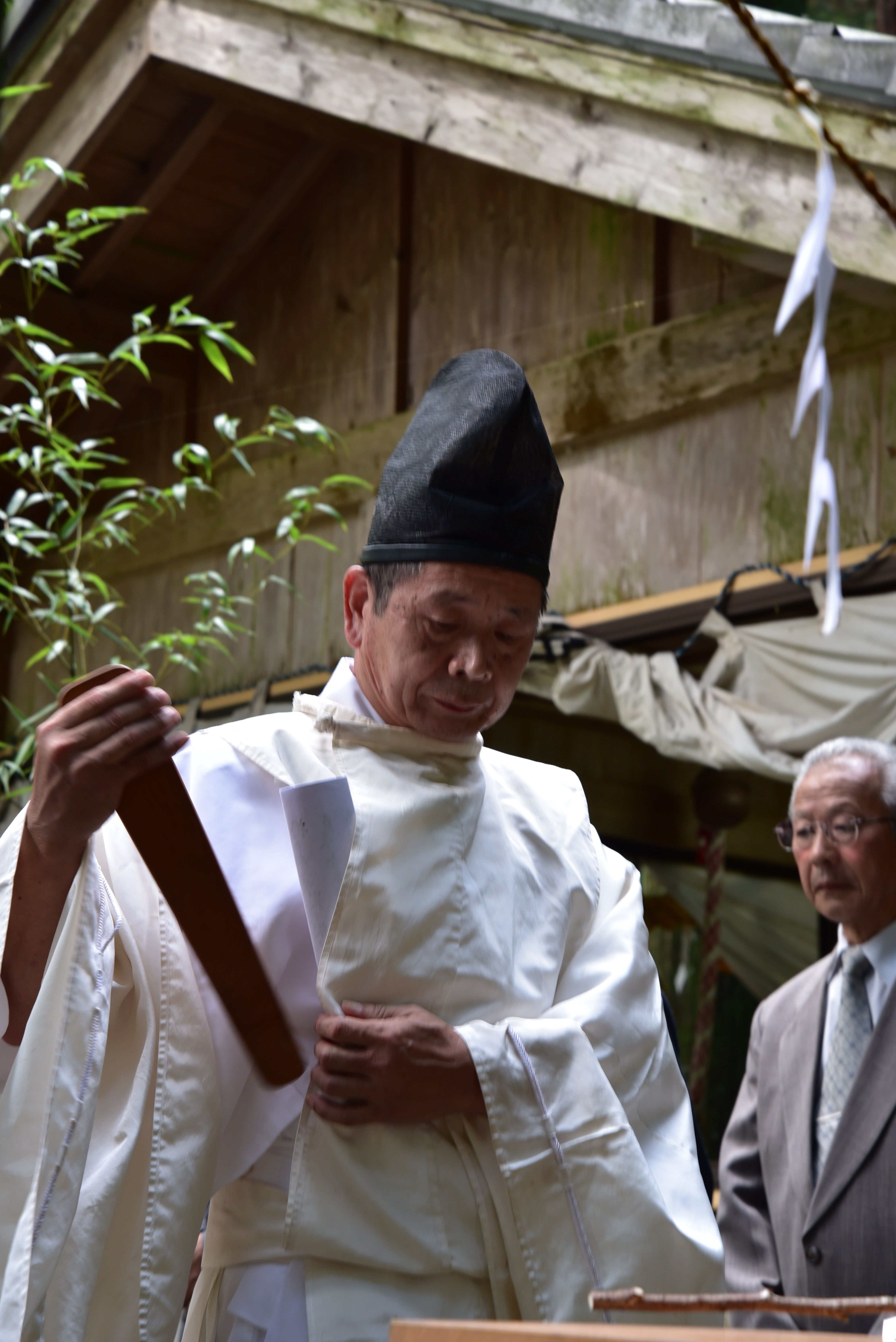
初代神職 長屋幹男
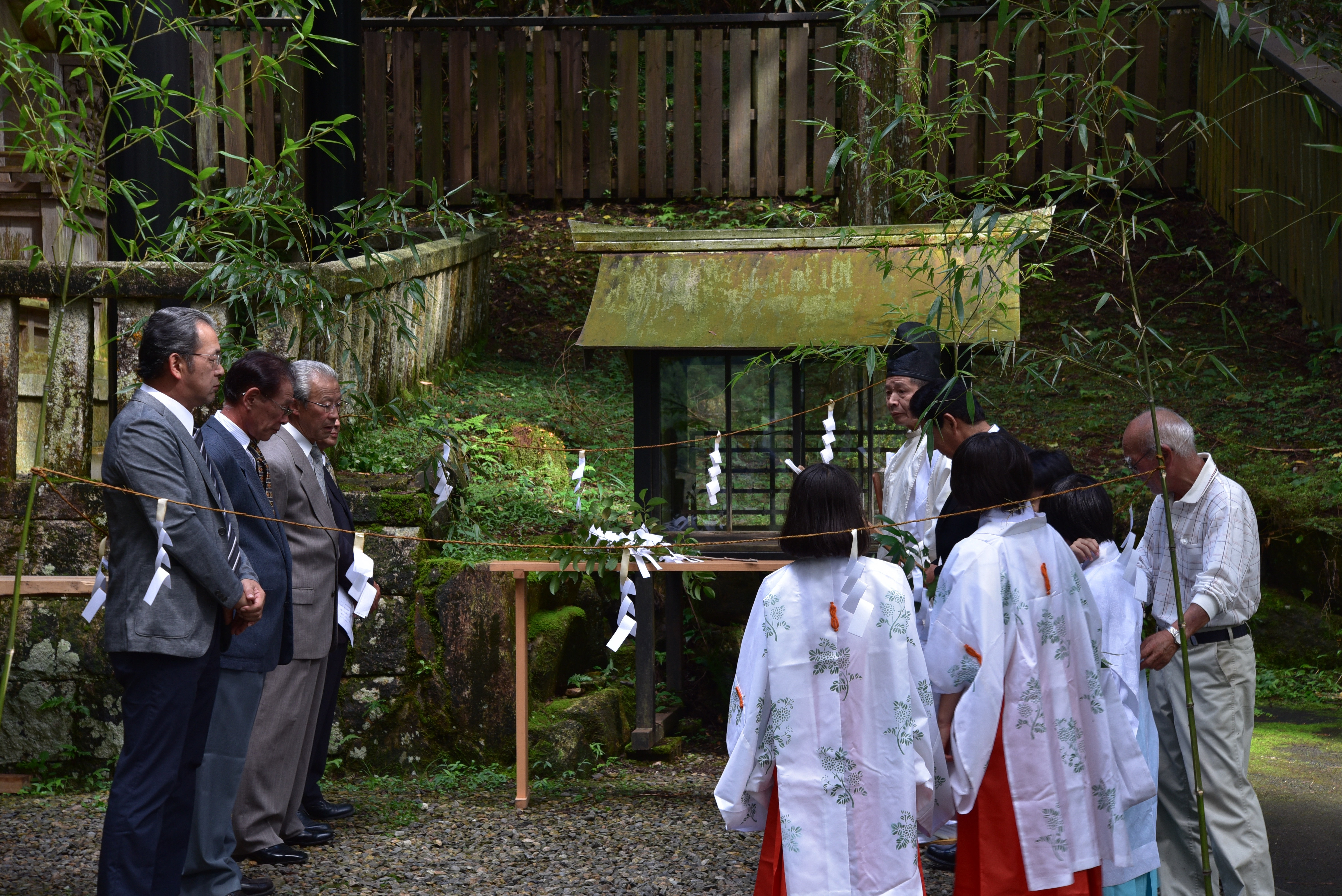
根道神社秋祭

## 濃州徇行記・濃陽志略
- 濃州徇行記

著者は樋口好古、尾州全土及び美濃その他の尾州領をことごとく巡行し「郡村徇行記」を編集した。これが後に別れて「濃州徇行記」「尾州徇行記」となった。「濃州徇行記」は寛政年間に編集されたと思われる。後に「濃陽徇行記」として多少加筆した。
- 濃陽志略

著者は松平君山、1747年（延享4年）に藩命で尾張藩士の系譜を記録した『士林泝洄』を編修、同年『岐阜志略』を著した。1756年（宝暦6年）には『濃陽志略』を執筆した。
- 濃州徇行記　濃陽志略

編者は平塚正雄。一部散逸していた濃州巡行記と濃陽志略を整理し、濃州巡行記原文の片仮名使いを平仮名使いに書き換えた。濃陽志略の返点は原文そのままを用いるとともに句読点を付加して読みやすく編集した。本書は濃州巡行記と濃陽志略の記載を併記した合本である。書名は初版 (1937年12月20日 発行) および復刻版  (1970年3月1日 発行)では『濃州巡行記』であったが、復刻再版 (1989年3月20日発行) では『濃州巡行記　濃陽志略』となっている。

## 現地情報
所在地
- 岐阜県関市板取448番地

交通アクセス
- 最寄バス停：板取ふれあいバス バス停「モネの池前」バス停下車後、徒歩約2分

周辺
- モネの池